# Хакишева, Санухат Адсаламовна
Сануха́т Адсала́мовна Ха́кишева (род. 14 мая 1965, Алхан-Кала, Чечено-Ингушская АССР) — российская актриса театра и кино, Народная артистка Чеченской Республики (2008).

## Биография
Родилась 14 мая 1965 года в селе Алхан-Кала Грозненского района Чечено-Ингушетии. После окончания средней школы поступила в культпросветучилище Грозного. Выпускница кафедры актёрского искусства Чеченского государственного университета.
В 1983 году начала работать в Чечено-Ингушском государственном драматическом театре имени Х. Нурадилова. Была занята практически по всех постановках театра. Сыграла ряд главных ролей.
В 2001 году ей было присвоено звание Заслуженной артистки Чеченской Республики. В 2008 году она стала Народной артисткой Чечни.
В 2022 году ей было присвоено звание Заслуженного работника культуры Чеченской Республики
Работает в Чеченском государственном молодёжном театре Серло с момента его основания в 2009 году. В этом театре сыграла в спектаклях «Денисолт», «Ушедший за саваном», «Башня, построенная на льду», «Сказка о Берсе и Жовхаре», «Новогоднее чудо» и других.

## Фильмография
- Мёртвое поле (2006);
- Приказано забыть (2014).